# Gyanendra Bir Bikram Shah Dev

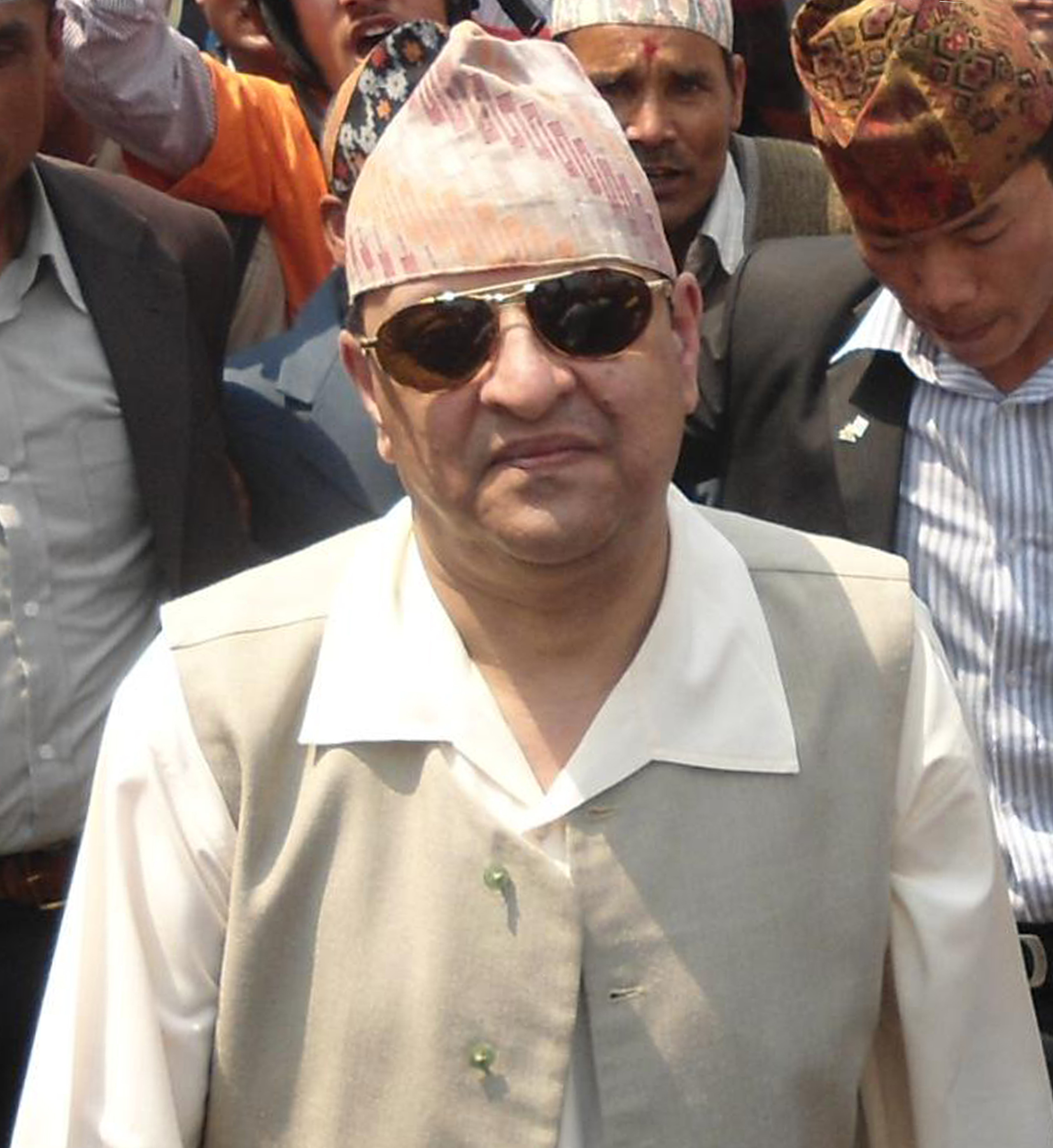
El rei Gyanendra.

Gyanendra Bir Bikram Shah Dev (ज्ञानेन्द्र वीर विक्रम शाहदेव, en nepalès; Katmandú, Nepal, 1947) fou l'últim rei de Nepal, des del 4 de juny de 2001 fins al 28 de maig de 2008.
Nascut el 7 de juliol de 1947 i segon fill del rei Mahendra, el príncep fou designat sobirà durant dos mesos entre 1950 i 1951, mentre la resta de la Família Reial Nepalesa estava exiliada a l'Índia, però sense ser reconegut internacionalment. El seu avi Tribhuvan retornà al tron poc després, quan la dinastia Rana li concedí el poder.
Cinquanta anys després, amb el suïcidi del seu nebot Dipendra Bir Bikram Shah, qui havia assassinat gairebé tota la família, inclòs el rei Birendra, Gyanendra esdevingué novament rei. Degut a aquestes circumstàncies, els nepalesos han perdut la creença que els seus reis són encarnacions d'un déu.
El rei Gyanendra està casat amb Komal Rajya Lakxmi Devi Shah i tenen dos fills: el Príncep Hereu Paras Bir Bikram Shah Dev (nascut el 30 de desembre de 1971) i la Princesa Prerana Rajya Lakxmi Devi (nascuda el 29 de febrer de 1978). En el camp empresarial, Gyanendra controla la indústria tabaquera i participa en el sector turístic com a propietari d'alguns hotels a Katmandú.
L'1 de febrer de 2005, Gyanendra abolí el règim democràtic del Nepal i assumí la totalitat dels poders en un ambient d'aprovació popular, basat en un discurs moralitzador davant la generalitzada corrupció política i l'amenaça d'una guerrilla maoista.
El 25 d'abril de 2006, una aliança de set partits organitzà una sèrie de mobilitzacions exigint la seva renúncia al tron, a més de diverses vagues que van paralitzar l'economia del país. El rei va prometre convocar eleccions en un any davant l'escepticisme dels seus opositors i la pressió internacional dels seus veïns. El 21 d'abril anuncià en un discurs televisat que tornava "el poder al poble" i convocà als partits polítics a nomenar un nou primer ministre tan aviat com fos possible. El 23 d'agost de 2007 el govern nacionalitzà els palaus reials i li retirà el títol de cap d'estat. El 24 de desembre de 2007 el govern anuncià que abans de l'abril de 2008 s'aboliria la monarquia.